# CERT Coordination Center
CERT Coordination Centerは、アメリカにあるインターネットセキュリティを扱う研究・開発センター。CSIRTの草分けであり、同分野で最も権威ある組織の一つである。
略称は「CERT/CC」。本記事でもこの表記を使用する。

## 概要
CERT/CCは、米国ペンシルベニア州ピッツバーグの、カーネギーメロン大学ソフトウェア工学研究所で運営されている。設立は1988年11月で、同年発生したモリスワーム事件を契機に、DARPAによって設立された。運営においても、国防総省から資金援助が行われている。
CERT/CCには支部は無く、各国にあるCERTと名前のつく組織とは直接の関係はない。アメリカ政府系CSIRTのUS-CERTとは特に強い協力関係があるが、これも独立した組織である。
CERT/CCの活動は多岐にわたるが、最も有名なものは「CERT Advisory」として知られるソフトウェア脆弱性情報の分析・発信である。なおCERT Advisoryは2004年に、「Technical Cyber Security Alerts」としてUS-CERTから発信される運用に変更されている。